# Họ Chuối tiêu
Họ Chuối tiêu (danh pháp khoa học: Pellorneidae) là một họ chim gồm các loài chim dạng sẻ phần lớn ở Cựu Thế giới thuộc liên họ Sylvioidea. Chúng khá đa dạng về kích thước và màu sắc, và thường đặc trưng bởi bộ lông mềm, mịn và đuôi có chiều dài trung bình bằng chiều dài cơ thể hoặc dài hơn. Những loài chim này được tìm thấy ở các vùng nhiệt đới, với mức đa dạng sinh học lớn nhất ở Đông Nam Á và tiểu lục địa Ấn Độ.
Tính đa dạng về hình thái khá cao: hầu hết các loài giống với chích, giẻ cùi hoặc hoét, khiến việc xác định loài trở nên khó khăn.
Họ Pellorneidae được bởi nhà điểu cầm học người Mỹ gốc Pháp Jean Théodore Delacour giới thiệu lần đầu tiên vào năm 1946. Pellorneidae từng là một trong bốn phân họ của Timaliidae (khướu Cựu Thế giới), nhưng sau đó được tách thành thành họ riêng trong 2011 dựa trên phân tích phân tử.

## Các chi
Họ này có 14 chi và 60 loài như sau:
- Chi Graminicola: 2 loài
  - Graminicola bengalensis
  - Graminicola striatus
- Chi Turdinus: Tách ra từ Napothera. 4 loài
  - Turdinus marmoratus (tên cũ Napothera marmorata)
  - Turdinus macrodactylus (tên cũ Napothera macrodactyla)
  - Turdinus rufipectus (tên cũ Napothera rufipectus)
  - Turdinus atrigularis (tên cũ Napothera atrigularis)
- Chi Malacopteron: 6 loài
  - Malacopteron affine
  - Malacopteron cinereum
  - Malacopteron albogulare
  - Malacopteron magnum
  - Malacopteron magnirostre
  - Malacopteron palawanense
- Chi Gampsorhynchus: 2 loài
  - Gampsorhynchus rufulus
  - Gampsorhynchus torquatus
- Chi Schoeniparus: Tách từ chi Alcippe ra. 7 loài
  - Schoeniparus cinereus (tên cũ Alcippe cinerea)
  - Schoeniparus variegaticeps (tên cũ Alcippe variegaticeps)
  - Schoeniparus castaneceps (tên cũ Alcippe castaneceps)
  - Schoeniparus klossi (tên cũ Alcippe klossi)
  - Schoeniparus rufogularis (tên cũ Alcippe rufogularis)
  - Schoeniparus dubius (tên cũ Alcippe dubia)
  - Schoeniparus brunneus (tên cũ Alcippe brunnea)
- Chi Illadopsis (bao gồm cả Ptyrticus: 8 loài
  - Illadopsis fulvescens
  - Illadopsis rufipennis
  - Illadopsis pyrrhoptera
  - Illadopsis cleaveri
  - Illadopsis albipectus
  - Illadopsis turdina (đồng nghĩa: Ptyrticus turdinus)
  - Illadopsis puveli
  - Illadopsis rufescens
- Chi Pellorneum: Bao gồm cả Malacocincla (một phần) và Trichastoma. 13 loài.
  - Pellorneum ruficeps
  - Pellorneum palustre
  - Pellorneum capistratum
  - Pellorneum fuscocapillus
  - Pellorneum albiventre
  - Pellorneum malaccensis (đồng nghĩa: Malacocincla malaccensis)
  - Pellorneum cinereiceps (đồng nghĩa: Malacocincla cinereiceps)
  - Pellorneum bicolor (đồng nghĩa: Trichastoma bicolor)
  - Pellorneum rostratum (đồng nghĩa: Trichastoma rostratum)
  - Pellorneum celebense (đồng nghĩa: Trichastoma celebense)
  - Pellorneum pyrrogenys
  - Pellorneum tickelli
  - Pellorneum buettikoferi
- Chi Kenopia: 1 loài
  - Kenopia striata
- Chi Malacocincla: 3 loài
  - Malacocincla abbotti
  - Malacocincla sepiaria
    - Malacocincla sepiaria vanderbilti

  - Malacocincla perspicillata
- Chi Gypsophila: Tách ra từ Napothera. 3 loài
  - Gypsophila crassa (đồng nghĩa: Napothera crassa)
  - Gypsophila brevicaudata (đồng nghĩa: Napothera brevicaudata)
  - Gypsophila crispifrons (đồng nghĩa: Napothera crispifrons)
- Chi Ptilocichla: 3 loài
  - Ptilocichla mindanensis
  - Ptilocichla falcata
  - Ptilocichla leucogrammica
- Chi Napothera: 1 loài
  - Napothera epilepidota
- Chi Rimator: Bao gồm cả Jabouilleia. 5 loài
  - Rimator naungmungensis (đồng nghĩa: Jabouilleia naungmungensis)
  - Rimator danjoui (đồng nghĩa: Jabouilleia danjoui)
  - Rimator malacoptilus
  - Rimator pasquieri
  - Rimator albostriatus
- Chi Laticilla: Chuyển từ họ Cisticolidae sang[6].
  - Laticilla burnesii (tên cũ Prinia burnesii)
  - Laticilla cinerascens (tên cũ Prinia cinerascens)

### Chuyển đi
- Chi Alcippe: Sang họ Leiothrichidae[7] hoặc họ Alcippeidae[8]. 10 loài
  - Alcippe pyrrhoptera
  - Alcippe brunneicauda
  - Alcippe poioicephala
  - Alcippe grotei
  - Alcippe nipalensis
  - Alcippe davidi
  - Alcippe fratercula
  - Alcippe peracensis
  - Alcippe hueti
  - Alcippe morrisonia
- Chi Leonardina: Sang họ Muscicapidae[9]. 1 loài
  - Leonardina woodi
- Chi Robsonius: Sang họ Locustellidae[9]. 2 loài
  - Robsonius rabori
  - Robsonius sorsogonensis